# Max Jessner (Politiker)
Max Jessner  (* 21. Februar 1903 in Sankt Peter-Freienstein; † 7. August 1974 in Leoben) war ein österreichischer Politiker (SPÖ) und Dreher. Er war von 1956 bis 1960 Abgeordneter zum österreichischen Nationalrat.

## Leben
Jessner besuchte nach der Volksschule die Gewerbeschule und erlernte den Beruf des Drehers, den er in der Folge ausübte. Er war Mitglied der Kammer für Arbeiter und Angestellte und Zentralbetriebsrat der Österreichisch-Alpine Montangesellschaft (ÖAMG) und Mitglied des Beirates der ÖAMG für die Steiermark. Er vertrat die SPÖ zwischen dem 8. Juni 1956 und dem 30. März 1966 im Nationalrat.